# Československá státní automobilová doprava

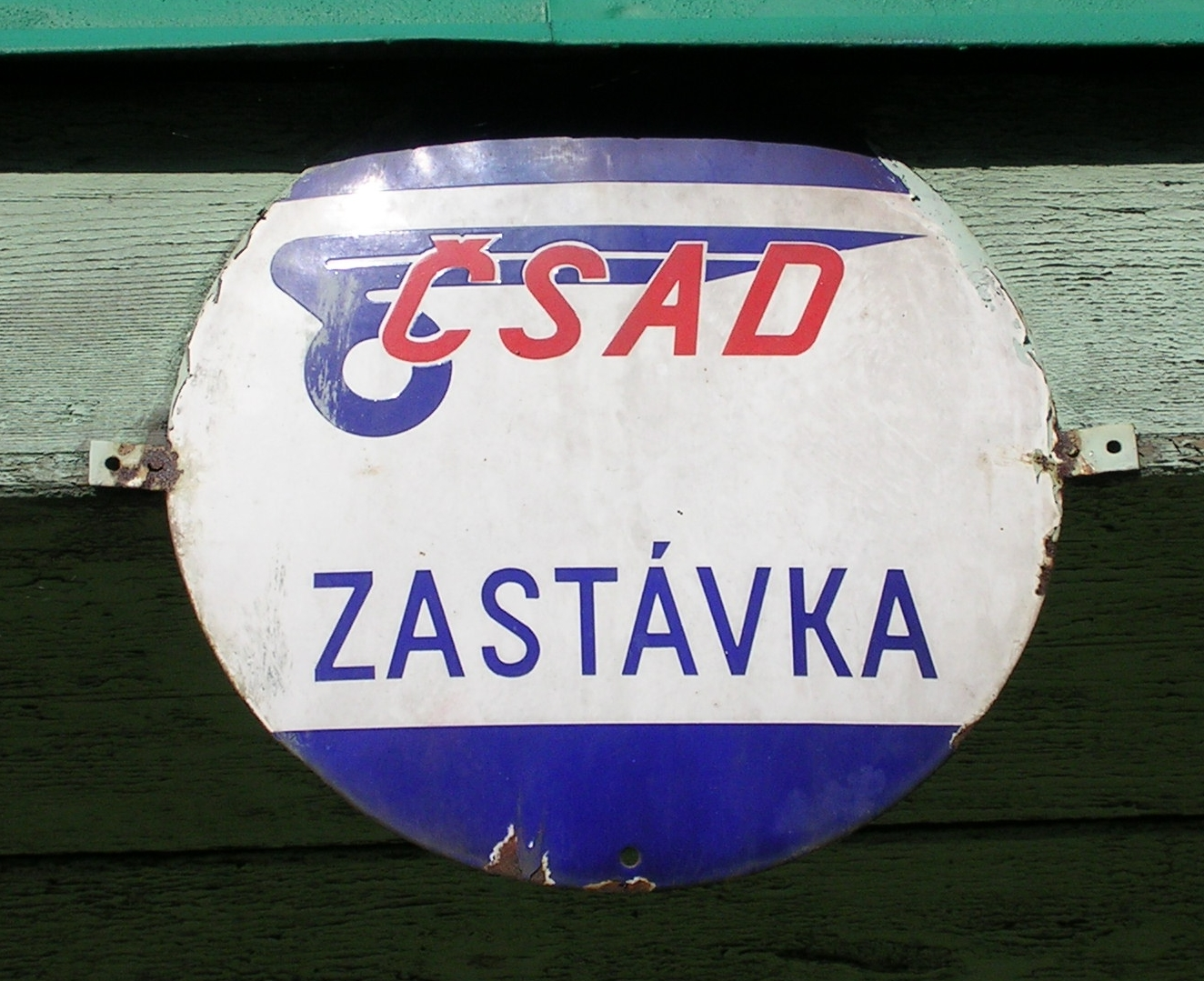
Altes Haltestellenschild des ČSAD

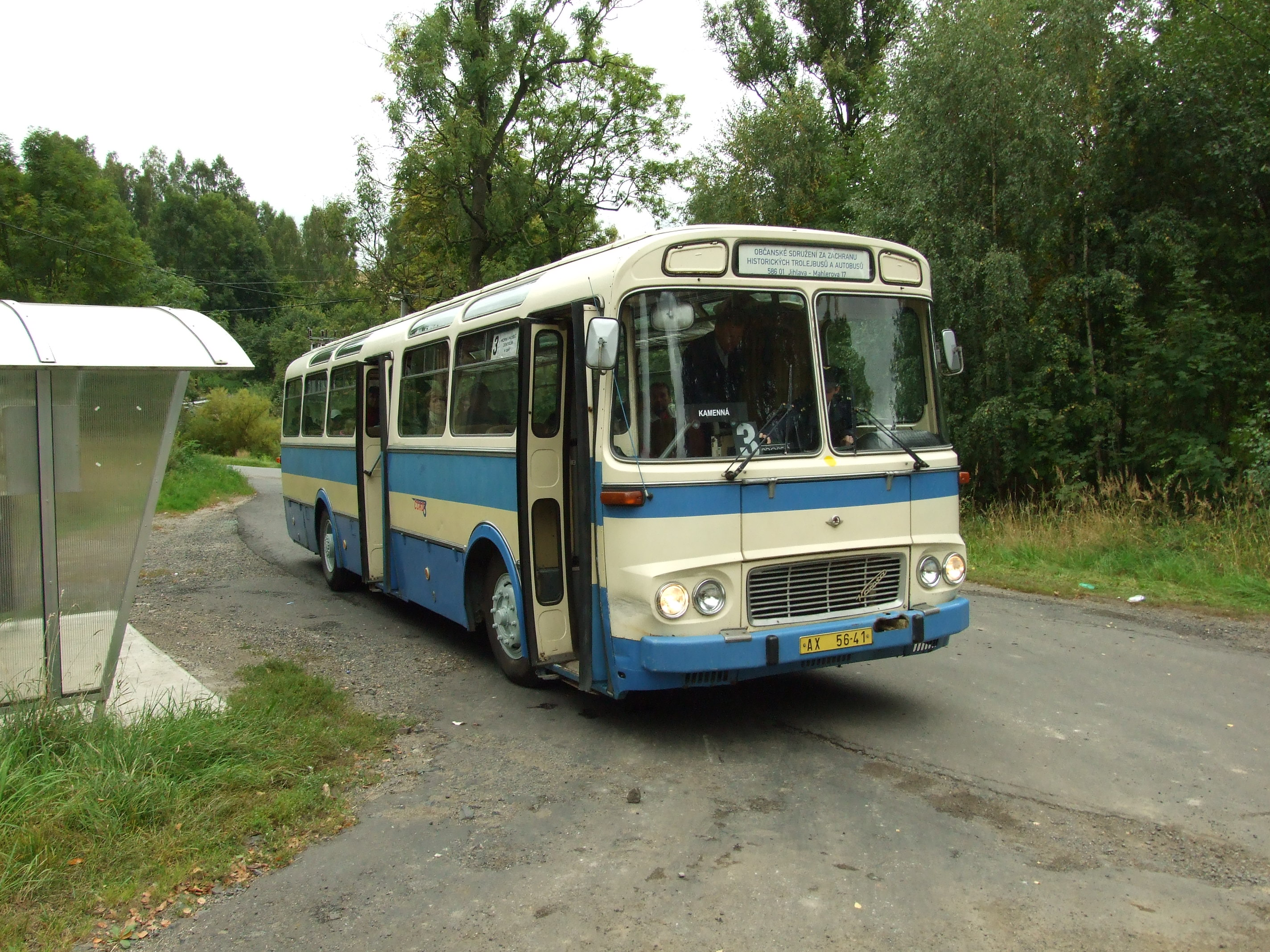
Historischer Bus Karosa ŠL11 der ČSAD Jablonec

Československá státní automobilová doprava (tschech.) bzw. Československá štátna automobilová doprava (slowak.), kurz: ČSAD (deutsch: Tschechoslowakischer staatlicher Automobilverkehr) war die staatliche Kraftverkehrsgesellschaft in der einstigen Tschechoslowakei. Zwischen 1949 und 1990 betrieb die ČSAD mit ihren blau-weißen Fahrzeugen sowohl den gesamten Überlandbusverkehr als auch den überregionalen Güterkraftverkehr in der Tschechoslowakei.

## Geschichte
Begründet wurde die ČSAD per Gesetz am 1. Januar 1949 als Československá automobilová doprava, národní podnik. Am 24. November 1950 wurde das staatlich in den Unternehmensnamen eingefügt, und das Unternehmen firmierte nun als Československá státní automobilová doprava.
Die neue staatliche Kraftverkehrsgesellschaft übernahm fortan die verstaatlichten privaten Kraftverkehrsbetriebe in der Tschechoslowakei als auch den Kraftverkehr der Tschechoslowakischen Staatsbahnen ČSD. Organisatorisch wurde das Unternehmen zunächst auf Okres-Ebene gegliedert, ab 1963 entstanden ČSAD-Kraftverkehrsbetriebe, die den jeweiligen Kraj unterstellt waren.
Nach 1990 wurde der Betrieb wieder den Okres unterstellt. In der Folge wurde eine Vielzahl von eigenständigen Betrieben aus den einst staatlichen Unternehmen ausgegliedert, Teilbetriebe wurden auch privatisiert. In der Slowakei wurde die ČSAD nach 1993 in die Slovenská autobusová doprava (SAD, Busverkehr) und Nákladná doprava (NAD / ND, Güterkraftverkehr) überführt.